# Oeonistis entella
Oeonistis entella är en fjärilsart som beskrevs av Pieter Cramer 1779. Oeonistis entella ingår i släktet Oeonistis och familjen björnspinnare. Inga underarter finns listade i Catalogue of Life.